# National Educational Television
National Educational Television abbreviata in NET, è stata una rete televisiva statunitense non-profit, lanciata nel 1954 e chiusa nel 1970 per essere sostituita da PBS.
Il canale fu fondato con il nome di "Educational Television and Radio Center" (ETRC) nel novembre 1952 grazie a una concessione resa dal Fondo "Adult Education" della Ford Foundation. Era inizialmente destinata allo scambio e distribuzione di programmi televisivi educativi prodotti dalle emittenti televisive locali.

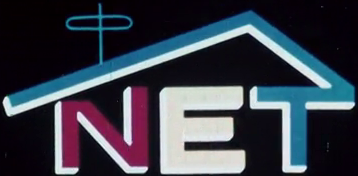
1967 - 1970